# Abkommen von Edinburgh und Northampton
Mit dem Abkommen von Edinburgh und Northampton erkannte England am 4. Mai 1328 die Unabhängigkeit Schottlands und den Anspruch von Robert I. auf den schottischen Thron an. Der Vertrag beendete damit den 1296 begonnenen Ersten Schottischen Unabhängigkeitskrieg.

## Vorgeschichte
Im Krieg zwischen England und Schottland hatte der englische König Eduard II. 1323 einen Waffenstillstand mit Schottland schließen müssen. Eduard II. hatte sich zwar geweigert, Robert Bruce als schottischen König anzuerkennen, doch der Waffenstillstand wurde auf dreizehn Jahre geschlossen. Nach dem Sturz von Eduard II. im Herbst 1326 begannen die Schotten ab Februar 1327 neue Angriffe auf Nordengland. Daraufhin führte die neue, von Königin Isabelle und Roger Mortimer dominierte englische Regierung im Sommer 1327 einen neuen Feldzug gegen Schottland. Nach dem desaströsen Scheitern dieses Weardale Campaign genannten Feldzugs unternahmen die Schotten bereits ab August 1327 weitere Überfälle nach Northumberland. Dabei beschränkten sie sich nicht mehr nur auf Raubzüge, sondern sie belagerten die großen Burgen der Region. Die Engländer konnten den schottischen Angriffen kaum etwas entgegensetzen, so dass sie befürchteten, dass die Schotten Northumberland ganz erobern könnten. Ohne etwas gegen die schottischen Überfälle unternehmen zu können, verließ der englische Hof am 28. August York und zog über Nottingham nach Lincoln, wohin ein Parlament einberufen worden war. Am 12. September 1327 wurde Henry Percy zum Verteidiger der Scottish Marches ernannt, ehe am 15. September das Parlament eröffnet wurde. Obwohl das Parlament sich bewusst mit der Verteidigung Nordenglands gegen schottische Angriffe befassen sollte, kamen von Seiten der Magnaten keine Vorschläge, wie dies umgesetzt werden sollte. Die englische Regierung stand nun vor der Wahl, entweder einen neuen Feldzug zur Verteidigung von Northumberland zu führen oder Friedensverhandlungen aufzunehmen. Zunächst wollten die Engländer offenbar kämpfen, denn Anfang Oktober 1327 wurde in acht Grafschaften die Aufstellung von Aufgeboten befohlen. Angesichts der fehlgeschlagenen Weardale Campaign waren die Engländer kriegsmüde. Auch die Schotten waren zu Verhandlungen bereit. Ihr König war todkrank, und sein Sohn und Erbe David war noch ein Kind.

## Beginn der Verhandlungen
Die englische Regierung sandte William Denholme (auch William Denum), um Robert I. Friedensverhandlungen anzubieten, und am 9. Oktober wurden Henry Percy und Denholme ermächtigt, die Verhandlungen über einen dauerhaften Frieden zu führen. Dabei waren Mortimer und König Isabelle offenbar bereit, die Ansprüche zahlreicher englischer Magnaten auf schottische Gebiete, die sie während der zeitweiligen englischen Herrschaft in Schottland erworben hatten, aufzugeben. Percy und Denholme trafen den schottischen König vor Norham Castle, das dieser weiter belagerte. Schon kurz nach Verhandlungsbeginn legte König Robert I. am 18. Oktober in Berwick sein Friedensangebot vor:
- Das Königreich Schottland hatte keine feudalrechtlichen Verpflichtungen gegenüber dem Königreich England,
- durch eine Heirat des schottischen Thronfolgers David mit einer Schwester des englischen Königs Eduard III. wird ein Heiratsbündnis geschlossen,
- kein englischer Magnat erhält seine verlorenen Besitzungen in Schottland zurück,
- kein schottischer Magnat erhält seine verlorenen Besitzungen in England zurück,
- zwischen England und Schottland wird ein Bündnis gegen Angriffe Dritter geschlossen, ausgenommen hiervon war ein Angriff des mit Schottland verbündeten Frankreichs,
- Schottland zahlt innerhalb von drei Jahren £ 20.000 an England. Im Gegenzug setzt sich der englische König für eine Aufhebung der Exkommunikation von Robert I. ein.

Am 30. Oktober erteilte der englische König in Nottingham förmlich sein Einverständnis zu Verhandlungen in Newcastle, dabei signalisierte er, dass er das schottische Friedensangebot im Allgemeinen für akzeptabel hielt. Allerdings verlangte er weitere Verhandlungen über die Entschädigung von Baronen, die ihren Besitz im jeweils anderen Land verloren, sowie über das geplante Bündnis. Am 23. November beauftragte er Erzbischof William Melton von York und zwölf Gesandte, die weiteren Verhandlungen in Newcastle zu führen. Wenig später stimmten die Schotten einem bis zum 13. März 1328 befristeten Waffenstillstand zu.

## Abschließende Verhandlungen und Anerkennung des Friedens
Ende Januar 1328 traf eine etwa hundertköpfige schottische Delegation in York ein, um weitere Verhandlungen um den Grenzverlauf, um den schottischen Besitz der Isle of Man und um die Anerkennung der englischen Herrschaft in Irland zu führen. Am 1. März bestätigte Eduard III. bei einem englischen Parlament das Verhandlungsergebnis, womit er Schottland als unabhängiges Königreich und Robert I. als rechtmäßigen König anerkannte. Damit gab er die Politik seines Großvaters Eduard I. und seines Vaters Eduard II. auf, die versucht hatten, die englische Oberherrschaft über Schottland durchzusetzen. Der englische König erkannte die Herrschaft von Robert I. und dessen Erben an, die während der Herrschaft von Alexander III. bestehende Grenze zwischen Schottland und England wurde als Grenze anerkannt. Die englische Krone verzichtete auf alle Rechte und Ansprüche in Schottland. Dazu wollte sich Eduard III. an die römische Kurie wenden, damit die Kirchenstrafen gegen den schottischen König aufgehoben wurden. Eduard III. ermächtigte englische Gesandte, die Heiratsverhandlungen zwischen seiner jüngeren Schwester Johanna und dem schottischen Thronfolger David zu führen. Der hochrangigen englischen Gesandtschaft gehörten unter anderem Bischof Henry Burghersh, Geoffrey Le Scrope, Henry Percy und William la Zouche an. Sie trafen bis zum 10. März in Edinburgh ein, um die weiteren Verhandlungen mit dem schottischen König zu führen. Damit kamen erstmals seit Beginn des Krieges englische Gesandte nach Schottland, um dort Verhandlungen zu führen. Der schottische König hatte für den 28. Februar ein Parlament berufen, um über den Frieden mit England zu beraten. An dem Parlament nahmen sieben schottische Bischöfe, sechs Earls und zahlreiche weitere Barone teil. Es tagte mindestens bis zum 17. März, als die abschließenden Verhandlungen mit den englischen Gesandten im Palast von Holyrood geführt wurden. Vor dem 11. April 1328 waren die englischen Gesandten zum Königshof nach Stamford zurückgekehrt. Mortimer und Isabelle hatten für den 24. April ein Parlament nach Northampton berufen. Dort billigten am 4. Mai das Parlament und der widerstrebende Eduard III. das Ergebnis der Verhandlungen mit Schottland, womit der Frieden in Kraft trat.

## Der Stein von Scone
Nach dem Friedensabkommen sollte der 1296 geraubte Stein von Scone, der traditionelle Ort der Einsetzung der schottischen Könige, zurück nach Schottland gebracht werden. Trotz des Widerstands von König Eduard III. war Königin Isabelle fest entschlossen, den Stein anlässlich der Hochzeit ihrer Tochter Johanna mit dem schottischen Thronfolger David mit nach Berwick zu bringen. Auf Drängen seiner Mutter befahl der König schließlich am 1. Juli dem Abt von Westminster Abbey, den Stein den Sheriffs von London zu übergeben, die ihn dann Isabelle übergeben sollten. Als in London jedoch bekannt wurde, dass der Stein nach Schottland zurückgebracht werden sollte, gab es einen Aufruhr, worauf der Abt von Westminster sich weigerte, den Stein zu übergeben. Der König erhielt schließlich einen Brief mit der Nachricht, dass für die Herausgabe weitere Anordnungen erforderlich wären, worauf der Stein weiter in Westminster blieb.

## Folgen
In dem Friedensabkommen hatten die Schotten sich bereiterklärt, innerhalb der nächsten drei Jahre £ 20.000 in drei Raten als Beitrag zum Frieden nach Tweedmouth zu bringen. Diese Summe entsprach in etwa der Summe, die die nordenglischen Grafschaften während der vergangenen siebzehn Jahre als Tribut gezahlt hatten, um schottische Raubzüge zu verhindern. Der Großteil des Geldes, dass die Schotten in den nächsten beiden Jahren zahlten, floss allerdings direkt in die Kassen von Königin Isabelle. Der junge Eduard III. hatte in Northampton offen seinen Widerwillen gegen den Frieden gezeigt, unter dem Druck von Mortimer aber zugestimmt. Die Verhandlungen hatten nicht zu einem persönlichen Treffen des englischen mit dem schottischen König geführt, und auch die Heirat von Johanna und David brachte die beiden nicht zusammen. Eduard III. gab seiner Schwester Johanna für die Heirat keine Mitgift, während er 1332 seiner zweiten Schwester Eleonore bei ihrer Heirat mit dem Grafen von Geldern eine Mitgift von £ 10.000 gab. Als Robert I. erfuhr, dass der englische König nicht an der Hochzeitsfeier teilnahm, ließ er sich ebenfalls entschuldigen. Auch zahlreiche englische Magnaten lehnten den als schmachvoll empfundenen Frieden ab, was zu steigender Unzufriedenheit gegenüber der Regierung von Mortimer und Isabelle führte. Schon bald gab es Gerüchte, dass Isabelle und Mortimer den Frieden nur zu ihrem eigenen Vorteil geschlossen hätten. Henry of Lancaster und andere Barone hielten den Frieden für ungültig, weil nur wenige Magnaten an dem Parlament von Northampton teilgenommen hatten, das den Frieden bestätigt hatte. Die Barone, die durch den Frieden auf ihre Ansprüche auf schottische Besitzungen verzichten mussten, bezeichneten sich als Enterbte. Eine Reihe von Enterbten unterstützte Ende 1328 die erfolglose Revolte von Lancaster gegen Mortimer.
Im Oktober 1330 stürzte Eduard III. die Herrschaft seiner Mutter Isabelle und von Roger Mortimer. In der Folge unterstützte er insgeheim die Enterbten, die zusammen mit dem schottischen Thronanwärter Edward Balliol eine Invasion Schottlands planten. Als im Sommer 1332 Balliol und die Enterbten mit einer Armee in Schottland einfielen, begann der Zweite Schottische Unabhängigkeitskrieg.